# Jazernica
Jazernica (hongrois : Márkfalva) est un village de Slovaquie situé dans la région de Žilina.

## Histoire
La première mention écrite du village date de 1361.

## Démographie

### Évolution de la population
| Année:               | 1994. | 2004.    | 2014.    | 2024.    |
| -------------------- | ----- | -------- | -------- | -------- |
| Nombre de personnes: | 238   | 290      | 320      | 355      |
| Différence:          |       | +21,84 % | +10,34 % | +10,93 % |

| Année:               | 2023. | 2024.   |
| -------------------- | ----- | ------- |
| Nombre de personnes: | 367   | 355     |
| Différence:          |       | -3,26 % |